# (21457) Fevig
(21457) Fevig est un astéroïde de la ceinture principale.

## Description
(21457) Fevig est un astéroïde de la ceinture principale. Il fut découvert le 25 avril 1998 à la station Anderson Mesa par le programme LONEOS. Il présente une orbite caractérisée par un demi-grand axe de 2,34 UA, une excentricité de 0,19 et une inclinaison de 0,2° par rapport à l'écliptique.

## Compléments